# Piper ospinense
Piper ospinense är en pepparväxtart som beskrevs av Trel. & Yunck.. Piper ospinense ingår i släktet Piper och familjen pepparväxter. Inga underarter finns listade i Catalogue of Life.